# Honeymoon Suite
Honeymoon Suite – kanadyjski zespół rockowy, założony w 1981 roku.

## Historia
Zespół został założony w Niagara Falls przez gitarzystę Johnniego Dee, klawiszowca Brada Benta i perkusistę Mike'a Lengyella. Nazwa grupy wzięła się od faktu, iż Niagara Falls było popularnym miastem ślubnym. W 1983 roku nowym perkusistą został Dave Betts, a gitarzystą Derry Grehan. Następnie nastąpiła częsta wymiana klawiszowców i basistów. Mimo to grupa podpisała kontrakt z WEA Canada, która w 1984 roku wydała pierwszy album zespołu, zatytułowany Honeymoon Suite. Pochodząca z niego piosenka „New Girl Now” zajęła 23. miejsce na kanadyjskiej oraz 57. na amerykańskiej liście przebojów. W 1985 roku ukazał się album The Big Prize, który zajął szóste miejsce na kanadyjskiej liście przebojów, a piosenka „Feel It Again” zajęła 16. miejsce w Kanadzie i 34. miejsce w Stanach Zjednoczonych. W 1986 roku zespół wygrał Nagrodę Juno dla grupy roku.
Pochodzący z 1988 roku album Racing After Midnight zajął ósme miejsce na kanadyjskiej liście. Mimo to wkrótce później zespół opuścili Dave Betts i basista Gary Lalonde. W 1991 roku wydano album Monsters Under the Bed, po czym dwie grupy pod nazwą Honeymoon Suite, prowadzone przez Dee i Grehana, udzielały wyłącznie koncertów. W 2002 roku muzycy połączyli siły i wrócili do studia, co zaowocowało powstaniem pierwszego od jedenastu lat albumu studyjnego – Lemon Tongue. Rok później wydano Dreamland, po czym Dee i Grehan nadal prowadzili swoje zespoły koncertowe. Pierwotny skład zespołu połączył się w 2007 roku celem udzielania koncertów i nagrania albumu studyjnego – Clifton Hill, wydanego w 2008 roku. W 2009 roku zespół opuścił grający w nim od 25 lat klawiszowiec Ray Coburn, zastąpiony przez Petera Nunna. W 2016 roku ukazało się EP pt. Hands Up.

## Dyskografia
- Honeymoon Suite (1984)
- The Big Prize (1985)
- Racing After Midnight (1988)
- The Singles (kompilacja, 1989)
- Monsters Under the Bed (1991)
- 13 Live (koncertowa, 1995)
- Lemon Tongue (2001)
- Dreamland (2002)
- HMS Live at the Gods (koncertowa, 2005)
- The Essentials (kompilacja, 2005)
- Clifton Hill (2008)
- Feel It Again: An Anthology (kompilacja, 2006)
- Hands Up (EP, 2016)